# Esquí acrobàtic als Jocs Olímpics d'hivern de 2010 - Camp a través masculí
Als Jocs Olímpics d'Hivern de 2010 celebrats a la ciutat de Vancouver (Canadà) es disputà una prova de camp a través en categoria masculina dins de les proves d'esquí acrobàtic celebrats als Jocs.
La competició se celebrà el dia 21 de febrer de 2010 a les instal·lacions del Cypress Mountain Ski Area. Hi participaren un total de 33 esquiadors de 15 comitès nacionals diferents.

## Resum de medalles
| Or             | Argent       | Bronze         |
| Michael Schmid | Andreas Matt | Audun Grønvold |

## Resultats

### Qualificació
| Pos. | Dorsal | Nom                   | CON          | Temps        | Notes |
| ---- | ------ | --------------------- | ------------ | ------------ | ----- |
| 1    | 4      | Michael Schmid        | Suïssa       | 1:12.53      | Q     |
| 2    | 6      | Christopher Del Bosco | Canadà       | 1:12.89      | Q     |
| 3    | 13     | Xavier Kuhn           | França       | 1:12.91      | Q     |
| 4    | 5      | Andreas Matt          | Àustria      | 1:13.13      | Q     |
| 5    | 14     | Audun Grønvold        | Noruega      | 1:13.23      | Q     |
| 6    | 2      | Thomas Zangerl        | Àustria      | 1:13.44      | Q     |
| 7    | 31     | Filip Flisar          | Eslovènia    | 1:13.46      | Q     |
| 8    | 1      | Simon Stickl          | Alemanya     | 1:13.49      | Q     |
| 9    | 27     | Errol Kerr            | Jamaica      | 1:13.71      | Q     |
| 10   | 11     | Stanley Hayer         | Canadà       | 1:13.74      | Q     |
| 11   | 7      | Tomáš Kraus           | Txèquia      | 1:13.75      | Q     |
| 12   | 33     | Scott Kneller         | Austràlia    | 1:13.85      | Q     |
| 13   | 20     | Enak Gavaggio         | França       | 1:13.90      | Q     |
| 14   | 17     | Sylvain Miaillier     | França       | 1:13.91      | Q     |
| 14   | 16     | Conradign Netzer      | Suïssa       | 1:13.91      | Q     |
| 16   | 8      | Ted Piccard           | França       | 1:14.10      | Q     |
| 17   | 29     | Anders Rekdal         | Noruega      | 1:14.17      | Q     |
| 18   | 12     | Casey Puckett         | Estats Units | 1:14.35      | Q     |
| 19   | 9      | Lars Lewen            | Suècia       | 1:14.44      | Q     |
| 20   | 25     | Egor Korotkov         | Rússia       | 1:14.54      | Q     |
| 21   | 32     | Michael Forslund      | Suècia       | 1:14.66      | Q     |
| 21   | 23     | Juha Haukkala         | Finlàndia    | 1:14.66      | Q     |
| 23   | 22     | Tommy Eliasson        | Suècia       | 1:14.73      | Q     |
| 24   | 15     | Daron Rahlves         | Estats Units | 1:14.91      | Q     |
| 25   | 10     | Davey Barr            | Canadà       | 1:14.98      | Q     |
| 26   | 21     | Hiroomi Takizawa      | Japó         | 1:15.03      | Q     |
| 27   | 19     | Richard Spalinger     | Suïssa       | 1:15.12      | Q     |
| 28   | 18     | Patrick Koller        | Àustria      | 1:15.22      | Q     |
| 29   | 24     | Martin Fiala          | Alemanya     | 1:15.88      | Q     |
| 30   | 26     | Markus Wittner        | Àustria      | 1:15.91      | Q     |
| 31   | 3      | Beni Hofer            | Suïssa       | 1:16.18      | Q     |
| 32   | 30     | Eric Iljans           | Suècia       | 1:16.34      | Q     |
| —    | 28     | Zdeněk Šafář          | Txèquia      | no finalitzà |       |

### Vuitens de final
Els dos millors temps de cada sèrie es classifiquen per la següent ronda de quarts de final.
| Pos. | Dorsal | Nom            | CON          | Notes        |
| ---- | ------ | -------------- | ------------ | ------------ |
| 1    | 1      | Michael Schmid | Suïssa       | Q            |
| 2    | 32     | Eric Iljans    | Suècia       | Q            |
| 3    | 24     | Daron Rahlves  | Estats Units |              |
| 4    | 16     | Ted Piccard    | França       | no finalitzà |

| Pos. | Dorsal | Nom           | CON      | Notes        |
| ---- | ------ | ------------- | -------- | ------------ |
| 1    | 9      | Errol Kerr    | Jamaica  | Q            |
| 2    | 25     | Davey Barr    | Canadà   | Q            |
| 3    | 8      | Simon Stickl  | Alemanya |              |
| 4    | 17     | Anders Rekdal | Noruega  | no finalitzà |

| Pos. | Dorsal | Nom               | CON     | Notes |
| ---- | ------ | ----------------- | ------- | ----- |
| 1    | 11     | Tomáš Kraus       | Txèquia | Q     |
| 2    | 27     | Richard Spalinger | Suïssa  | Q     |
| 3    | 6      | Thomas Zangerl    | Àustria |       |
| 4    | 19     | Lars Lewen        | Suècia  |       |

| Pos. | Dorsal | Nom              | CON      | Notes |
| ---- | ------ | ---------------- | -------- | ----- |
| 1    | 13     | Enak Gavaggio    | França   | Q     |
| 2    | 4      | Andreas Matt     | Àustria  | Q     |
| 3    | 29     | Martin Fiala     | Alemanya |       |
| 4    | 21     | Michael Forslund | Suècia   |       |

| Pos. | Dorsal | Nom               | CON       | Notes        |
| ---- | ------ | ----------------- | --------- | ------------ |
| 1    | 14     | Sylvain Miaillier | França    | Q            |
| 2    | 30     | Markus Wittner    | Àustria   | Q            |
| 3    | 22     | Juha Haukkala     | Finlàndia |              |
| 4    | 3      | Xavier Kuhn       | França    | no finalitzà |

| Pos. | Dorsal | Nom            | CON       | Notes |
| ---- | ------ | -------------- | --------- | ----- |
| 1    | 5      | Audun Grønvold | Noruega   | Q     |
| 2    | 12     | Scott Kneller  | Austràlia | Q     |
| 3    | 20     | Egor Korotkov  | Rússia    |       |
| 4    | 28     | Patrick Koller | Àustria   |       |

| Pos. | Dorsal | Nom              | CON          | Notes |
| ---- | ------ | ---------------- | ------------ | ----- |
| 1    | 7      | Filip Flisar     | Eslovènia    | Q     |
| 2    | 10     | Stanley Hayer    | Canadà       | Q     |
| 3    | 26     | Hiroomi Takizawa | Japó         |       |
| 4    | 18     | Casey Puckett    | Estats Units |       |

| Pos. | Dorsal | Nom                   | CON    | Notes |
| ---- | ------ | --------------------- | ------ | ----- |
| 1    | 2      | Christopher Del Bosco | Canadà | Q     |
| 2    | 23     | Tommy Eliasson        | Suècia | Q     |
| 3    | 15     | Conradign Netzer      | Suïssa |       |
| 4    | 31     | Beni Hofer            | Suïssa |       |

### Quarts de final
Els dos millors temps de cada sèrie passa a la següent ronda.
| Pos. | Dorsal | Nom            | CON     | Notes |
| ---- | ------ | -------------- | ------- | ----- |
| 1    | 1      | Michael Schmid | Suïssa  | Q     |
| 2    | 25     | Davey Barr     | Canadà  | Q     |
| 3    | 9      | Errol Kerr     | Jamaica |       |
| 4    | 32     | Eric Iljans    | Suècia  |       |

| Pos. | Dorsal | Nom               | CON     | Notes |
| ---- | ------ | ----------------- | ------- | ----- |
| 1    | 13     | Enak Gavaggio     | França  | Q     |
| 2    | 4      | Andreas Matt      | Àustria | Q     |
| 3    | 11     | Tomáš Kraus       | Txèquia |       |
| 4    | 27     | Richard Spalinger | Suïssa  |       |

| Pos. | Dorsal | Nom               | CON       | Notes |
| ---- | ------ | ----------------- | --------- | ----- |
| 1    | 5      | Audun Grønvold    | Noruega   | Q     |
| 2    | 12     | Scott Kneller     | Austràlia | Q     |
| 3    | 14     | Sylvain Miaillier | França    |       |
| 4    | 30     | Markus Wittner    | Àustria   |       |

| Pos. | Dorsal | Nom                   | CON       | Notes |
| ---- | ------ | --------------------- | --------- | ----- |
| 1    | 2      | Christopher Del Bosco | Canadà    | Q     |
| 2    | 7      | Filip Flisar          | Eslovènia | Q     |
| 3    | 23     | Tommy Eliasson        | Suècia    |       |
| 4    | 10     | Stanley Hayer         | Canadà    |       |

### Semifinals
Es classifiquen els dos millors temps de cada sèrie per a la Final A, la resta passa a la Final B.
| Pos. | Dorsal | Nom            | CON     | Notes |
| ---- | ------ | -------------- | ------- | ----- |
| 1    | 1      | Michael Schmid | Suïssa  | Q     |
| 2    | 4      | Andreas Matt   | Àustria | Q     |
| 3    | 25     | Davey Barr     | Canadà  |       |
| 4    | 13     | Enak Gavaggio  | França  |       |

| Pos. | Dorsal | Nom                   | CON       | Notes |
| ---- | ------ | --------------------- | --------- | ----- |
| 1    | 5      | Audun Grønvold        | Noruega   | Q     |
| 2    | 2      | Christopher Del Bosco | Canadà    | Q     |
| 3    | 12     | Scott Kneller         | Austràlia |       |
| 4    | 7      | Filip Flisar          | Eslovènia |       |

### Finals

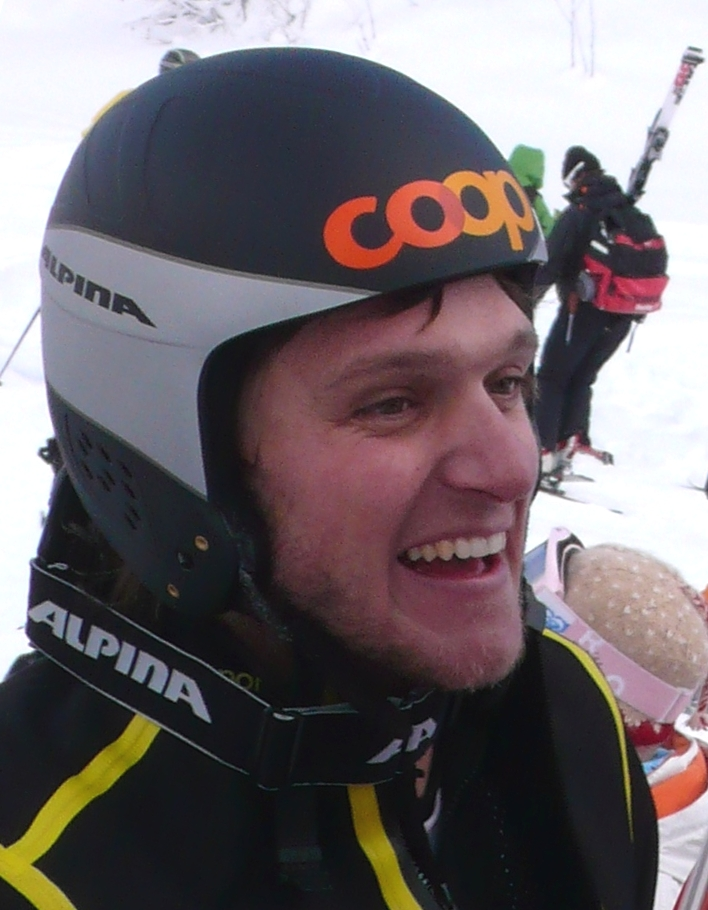
Imatge de Michael Schmid, guanyador de la medalla d'or.

Final B
| Pos. | Dorsal | Nom           | CON       | Notes        |
| ---- | ------ | ------------- | --------- | ------------ |
| 5    | 13     | Enak Gavaggio | França    |              |
| 6    | 25     | Davey Barr    | Canadà    |              |
| 7    | 12     | Scott Kneller | Austràlia |              |
| 8    | 7      | Filip Flisar  | Eslovènia | no finalitzà |

Final A
| Pos. | Dorsal | Nom                   | CON     | Notes        |
| ---- | ------ | --------------------- | ------- | ------------ |
| 1    | 1      | Michael Schmid        | Suïssa  |              |
| 2    | 4      | Andreas Matt          | Àustria |              |
| 3    | 5      | Audun Grønvold        | Noruega |              |
| 4    | 2      | Christopher Del Bosco | Canadà  | no finalitzà |